# میشل ۱۳۷۶
سیارک ۱۳۷۶ (به انگلیسی: 1376 Michelle، نامگذاری:1935UH) هزار و سیصد و هفتاد و ششمین سیارک کشف شده‌است که در ۲۹ اکتبر ۱۹۳۵ و در الجزیره کشف شد.
قدر مطلق سیارک برابر ۱۲٫۲۰ است.